# Пчёлкин, Вячеслав Иванович
Вячеслав Иванович Пчёлкин (род. 1941, Рязань) — советский и российский тренер по борьбе самбо и дзюдо. Заслуженный тренер Российской Федерации, Почётный гражданин города Черкесска.

## Биография
Вячеслав Иванович Пчёлкин родился в Рязани в 1941 году, куда его семья была вынуждена переехать из города Кохмы. Его отец, Иван Ильич с первых дней войны ушел на фронт. Вячеслав Иванович был третьим сыном в семье. 

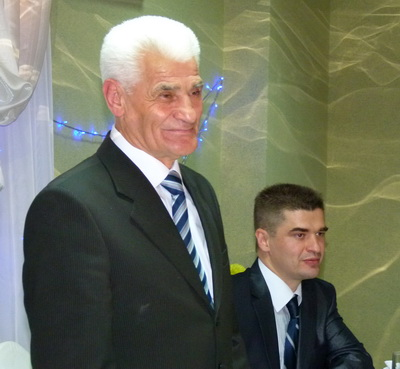
Вячеслав Пчёлкин на своём 75-летнем юбилее

В 1949 году семья Пчёлкиных переехала в Черкесск, где, как они думали, ситуация с продуктами питания была не столь тяжелой. В 1956 году умирает отец Вячеслава Ивановича.
Спортом будущий тренер начал заниматься в 14 лет, когда он записался в секцию бокса. Самбо он увлёкся позже, во время службы в армии. Вскоре он выиграл чемпионат Украины и выполнил норматив мастера спорта СССР по самбо. После демобилизации открыл первую в Карачаево-Черкесии школу самбо и дзюдо и стал заниматься с детьми. Среди его подопечных — заслуженный мастер спорта по дзюдо, чемпион мира, участник Олимпийских игр в Пекине Руслан Кишмахов, чемпион мира по дзюдо Мухамед Кунижев, двукратный обладатель Кубка мира дзюдоист Максим Брянов, победитель Кубка мира и Европы по дзюдо Ренат Саидов и другие спортсмены. Вячеслав Иванович подготовил также и ряд тренеров: теперь в Карачаево-Черкесии работают три заслуженных тренера России, бывшие подопечными Пчелкина: Аюб Пшмахов, Азнаур Урусов и Руслан Койчуев.
Всего проработал в качестве тренера более 50 лет.
Является сторонником партии Единая Россия.
Обладает званиями «Заслуженный тренер России», «Почетный наставник боевых искусств России», «Почетный гражданин Черкесска», медалью ордена «За заслуги перед Отечеством» II степени, почётным знаком «Золотая ветвь».